# Göteborgs tingsrätt
Göteborgs tingsrätt är en tingsrätt som har sin verksamhet i Göteborgs Rättscentrum  i Göteborg.
Domkretsen omfattar Göteborg, Öckerö, Härryda, Kungälvs, Mölndals och Partille kommuner. Tingsrätten med dess domkrets ingår i domkretsen för Hovrätten för Västra Sverige.
Tingsrättens ansvarsområde berör 824 560 invånare.

## Heraldiskt vapen
Tingsrättens vapen är Göteborgs vapen med tillägg av en ginstam i silver belagd med en blå balansvåg samt kunglig krona ovanpå skölden.

## Verksamhet
Tingsrätten är uppdelad i sex målavdelningar, en registreringsenhet, en konkursenhet och arkiv. Sedan tingsrätten flyttade till Ullevigatan 15 finns det även en hyres- och arrendenämnd.

## Administrativ historik
Vid tingsrättsreformen 1971 bildades denna tingsrätt i Göteborg av Göteborgs rådhusrätt. Domkretsen (domsagan) omtattade 1971 Göteborgs kommun och utökades 1974 med Öckerö kommun och området Styrsö från då upplösta  Sävedals domsaga och området Askim från Mölndals domsaga samt området Rödbo från Stenungsunds domsaga.
19 oktober 2009 uppgick i denna tingsrätt och domsaga  Mölndals tingsrätt och domsaga, och Göteborgs tingsrätts domsaga utökades då med Härryda, Mölndals, Kungälvs och Partille kommuner.
År 1993 skaffade tingsrätten en fastighet på Postgatan med en säkerhetssal. Sedan februari 2010 är hela Göteborgs tingsrätt placerad i nya rättscentrumet.

## Lagmän
- 1971-1976: Härje Stenberg
- 1977-1987: Jan Johnsson
- 1987-1992: Inger Lindquist
- 1992-1998: Inge Lindqvist
- 1998-2009: Bengt-Åke Engström
- 2009-2014: Stefan Strömberg
- 2014-2016: Ralf G. Larsson
- 2016-2020: Johan Kvart
- 2021-2024: Göran Lundahl
- 2024-: Eva-Lena Norgren